# Некрасово (Полєський район)
Некрасово (рос. Некрасово) — селище Полєського району, Калінінградської області Росії. Входить до складу Тургенєвського сільського поселення.
Населення —  133 особи (2015 рік). 

## Населення
| 2002 | 2010 |
| ---- | ---- |
| 113  | ↗133 |